# چودودا
چودودا (به لاتین: Chododa) یک منطقهٔ مسکونی در روسیه است که در داغستان واقع شده‌است.